# Profilage politique
Pour l’article homonyme, voir Profilage.
Le profilage politique est le comportement discriminatoire d'une autorité publique, en particulier la police, à l'égard d'un individu ou d'un groupe d'individus en fonction de son identité politique, réelle ou perçue. Comme le profilage racial (contrôle au faciès) et le profilage social, il se distingue du profilage criminel, utilisé par la police pour résoudre un crime, notamment parce que l'action de la police s'exerce après les faits.

## Types de profilage politique
Le profilage politique peut se traduire par des arrestations préventives, notamment lors de manifestations, par des contrôles d'identité ciblés, par la surveillance et l'infiltration de groupes jugés radicaux, par l'utilisation d'agents provocateurs, etc.
Le profilage politique est rarement admis ouvertement par les autorités policières, mais certaines directives, initiatives et structures s'appuient directement sur cette pratique de discrimination. C'est le cas notamment du Guet des activités des mouvements marginaux et anarchistes (GAMMA) mis sur pied au Québec en 2011.

## Idéologies politiques ciblées
La plupart des courants contestataires non organisés (c'est-à-dire ne relevant pas d'institutions syndicales ou autres) peuvent être ciblés par le profilage politique : extrême droite, extrême gauche, altermondialisme, islamisme, nationalisme, écologisme radical, etc.